# Kheïra Es-sebsadjiyya
Kheïra Es-sebsadjiyya (en arabe خيرة السبساجية), de son vrai nom Kheïra Benzohra, est une poétesse et chanteuse algérienne, spécialisée dans le répertorie des medahates. Elle est née à Mostaganem, et morte à Oran 1940.

## Biographie
Kheïra Benzohra est née à Mostaganem, elle s'installe ensuite à Oran dans le quartier de Mdina Jdida. Elle devient le chantre attitré de la fille d'une famille oranaise fortunée, celle du colonel Bendaoud.
Avec ses improvisations sur le prophète de l'islam et les saints de la région, le genre medahate connait un succès considérable à Oran au début du XXe siècle. Elle a chanté les poèmes d'Abdelkader Bentobdji et de Sidi Lakhdar Ben Khlouf. Elle est considérée comme la dernière madaha digne représentante de ce genre musical ayant chanté les textes en louange aux saints patrons des villes d’Oran, de Mostaganem et de Mascara,
ainsi que la mort et des sujets équivalents.
Elle est également l'auteure de plusieurs madih dont le plus célèbre poème est celui de : Sallou  Nbi Oua Shabou Âchra, repris depuis et à nos jours par certains chanteurs, dont Cheb Khaled et cela sans jamais citer le nom de l'auteure. Elle décède en 1940 à Oran.

## Exemple de texte
Exemple d'une pièce de Kheïra Es-sebsadiyya en l'honneur du saint patron d'Oran, Sidi El Houari, qui deviendra l'un des chants principaux du répertoire des medahates :
« El Houari Sid elmlah 

‘âyat li ‘âjlan
a 
Adali ‘aqli ou rah
 
Ou ‘âlih fnit ana 

El Houari jani b‘îd 

Houbou fi qalbi chdid. »
« El Houari Seigneur parmi les meilleurs 

M'a appelée d'urgence 

Il m'a ravi l'esprit et s'en est allé
 
Pour lui je me meurs 

El Houari est trop loin de moi 

Son amour dans mon cœur reste si puissant. »
ou bien :
« Salat âala Nbi sharaa le-dyan,

Mohammed ya daw aayani, 

Salat âala Nbi sharaa el-dyan,

Mohammed nbi fi tarf lsani. »
« Prière sur le prophète, le législateur des religions, 

Mohamed le prophète, lumière de mes yeux. 

Prière sur le prophète, le législateur des religions,

Mohamed le prophète, toujours sur ma langue. »